# Cardonal
Cardonal è un comune del Messico, situato nello stato di Hidalgo.